# نانا تاكيدا
نانا تاكيدا (باليابانية: 武田奈也؛ بالكانا: たけだ なな) هي مصممة رقصات التزلج على الجليد ‏ يابانية، ولدت في 21 ديسمبر 1988 في طوكيو في اليابان.

## وصلات خارجية
- نانا تاكيدا على موقع الاتحاد الدولي للتزلج (الإنجليزية)